# 구로사와역 (요코테시)
구로사와역(일본어: 黒沢駅)은 일본 아키타현 요코테시에 위치한 동일본 여객철도 기타카미 선의 철도역이다. 섬식 승강장 1면 2선의 구조를 갖춘 지상역이다.

## 타는 곳
| 1 | ■ 기타카미 선 | 하행 | 요코테 방면              |
| 2 | ■ 기타카미 선 | 상행 | 홋토유다 · 기타카미 방면 |

## 역 주변
- 국도 제107호선

## 역사
- 1921년 11월 27일 : 국철 니시요코구로 게이벤 선의 역으로서 히라카 군 산나이 촌에 개업.
- 1987년 4월 1일 : 일본국유철도 분할 민영화에 의해, 동일본 여객철도가 승계.
- 1994년 10월 1일 : 기타카미 선 CTC 화에 의해 무인화. 구로사와 역장이 폐지되어, 홋토유다역 관리하에 한다.
- 1996년 10월 1일 : 지시 관할 구분 변경에 의해, 동일본 여객철도 아키타 지사 요코테 역장 관리하에 한다.

## 인접 역
| ■ 기타카미 선          | ■ 기타카미 선 | ■ 기타카미 선          |
| ---------------------- | ------------- | ---------------------- |
| 유다코겐 기타카미 방면 | ■ 보통        | 고마쓰카와 요코테 방면 |